# Anarquismo na África
O anarquismo na África tem suas raízes desde o período pré-colonial, mas o movimento começou a tomar força no continente a partir do século XIX.

África anarquista usada como logo pela Frente Comunista Anarquista de Zabalaza

A razão pela qual as sociedades africanas tradicionais são caracterizadas como possuidoras de "elementos anárquicos" é por causa de sua estrutura política relativamente horizontal e, em alguns casos, a ausência de classes. Além disso, a liderança dos anciãos normalmente não se estendia aos tipos de estruturas autoritárias que caracterizam o estado moderno. Um forte valor foi, no entanto, colocado em valores tradicionais e "naturais". Por exemplo, embora não houvesse leis contra estupro, homicídio e adultério, uma pessoa que cometesse esses atos seria perseguida junto com seus parentes. O princípio da responsabilidade coletiva foi algumas vezes mantido.
Os sistemas de classes já existiam em algumas civilizações africanas (como Núbia, Egito, Axum e os Reinos Hausa) há milênios, mas os processos de estratificação social se aceleraram a partir do século XV.

## África pré-colonial
Aproximadamente duzentos milhões de pessoas viviam sem Estado na África pré-colonial. Os referidos autores levantam a suposição da existência de “elementos anarquistas” em diversas em diversas dessas comunidades, diferentes estágios do desenvolvimento e da história dessas sociedades. Em algumas esses elementos perduram até os dias atuais. Traços comunalistas permanecem em diversas sociedades africanas até os dias atuais, geralmente em sociedades localizadas longe dos centros urbanos.

## Por país

### Angola
A partir da década de 1890, Angola tornou-se um dos destinos de anarquistas exilados por sucessivos governos portugueses, possivelmente resultando no desenvolvimento de uma presença sindicalista na colônia. Após o golpe de estado de 28 de maio de 1926, os anarquistas portugueses participaram de uma revolta fracassada contra a nova ditadura militar, após a qual a Confederação Geral do Trabalho (CGT) foi proibida. Como resultado, em outubro de 1927, o próprio líder da CGT, Mário Castelhano, foi deportado para Angola, onde permaneceu por dois anos, antes de retornar a Portugal. Na sequência da greve geral portuguesa de 1934, o Estado Novo estabeleceu um campo de concentração na margem norte do rio Cunene, para onde deportou alguns anarcossindicalistas que estiveram envolvidos na greve.
Durante a Guerra de Independência de Angola, muitos angolanos começaram a desenvolver sistemas anti-autoritários de "poder popular" enquanto lutavam contra as autoridades coloniais portuguesas. No entanto, uma vez que Angola alcançou sua independência após a Revolução dos Cravos, tais organizações foram desarmadas pelo novo governo do MPLA, que adotou inicialmente o nacionalismo de esquerda como sua ideologia e substituiu o nascente "poder popular". O MPLA começou a prender figuras da oposição de esquerda, incluindo maoistas, trotskistas e anarquistas, e dissolveu greves de trabalhadores por melhores salários e melhores condições de trabalho. Em 1977, uma luta pelo poder entre moderados do MPLA (liderados por Agostinho Neto) e radicais (liderados por Nito Alves), culminou numa tentativa de golpe de Estado, após o que os radicais foram expurgados das fileiras do partido e o poder centralizado ainda mais em torno do liderança do MPLA. Ao longo da Guerra Civil Angolana foi adotado oficialmente o marxismo-leninismo em Estado de partido único, eliminado definitivamente as posições de cunho anarquista.

### África do Sul
O anarquismo na África do Sul começa década de 1880 e desempenhou um papel importante nos movimentos trabalhistas e socialistas do início do século XX à década de 1920 . O primeiro movimento anarquista sul-africano foi fortemente sindicalista revolucionário . A ascensão do marxismo-leninismo após a Revolução Russa, bem como a repressão estatal, resultaram na adoção da linha da Internacional Comunista pela maioria do movimento de esquerda. Embora houvesse sinais de influência anarquista ou sindicalista em alguns grupos de esquerda independentes que resistiram ao apartheid nos anos 1970 , o anarquismo começou a emergir como um movimento separado apenas a partir do início dos anos 1990 . Resta uma corrente minoritária no espectro político sul-africano.

### Egito
A história do anarquismo no Egito começa na década de 1860, com a chegada de exilados políticos que trazem ideias libertárias para o país.
O anarquismo, como corrente política, ressurgiu na estrutura da Primavera Árabe durante a década de 2010, notadamente na forma do Movimento Socialista Libertário Egípcio.

### Guiné-Bissau
Entre os séculos 10 e 14 EC, os balantas migraram pela primeira vez do Nordeste da África para a atual Guiné-Bissau, para escapar da seca e das guerras. Durante o século 19, os Balanta resistiram à expansão do Reino de Gabu, ganhando seu nome, que na língua Mandinka se traduz literalmente como "aqueles que resistem". Os Balanta organizam sua sociedade em grande parte sem estado e sem estratificação social, com conselhos de anciãos decidindo sobre assuntos do dia-a-dia. Também praticam a igualdade de gênero, com as mulheres balantas se apropriando do que elas mesmas produziram. A propriedade e a terra são em sua maioria mantidas em comum entre os Balanta, com algumas propriedades pessoais sendo permitidas para agricultura de subsistência e os meios de produção sendo detidos por indivíduos e suas famílias.

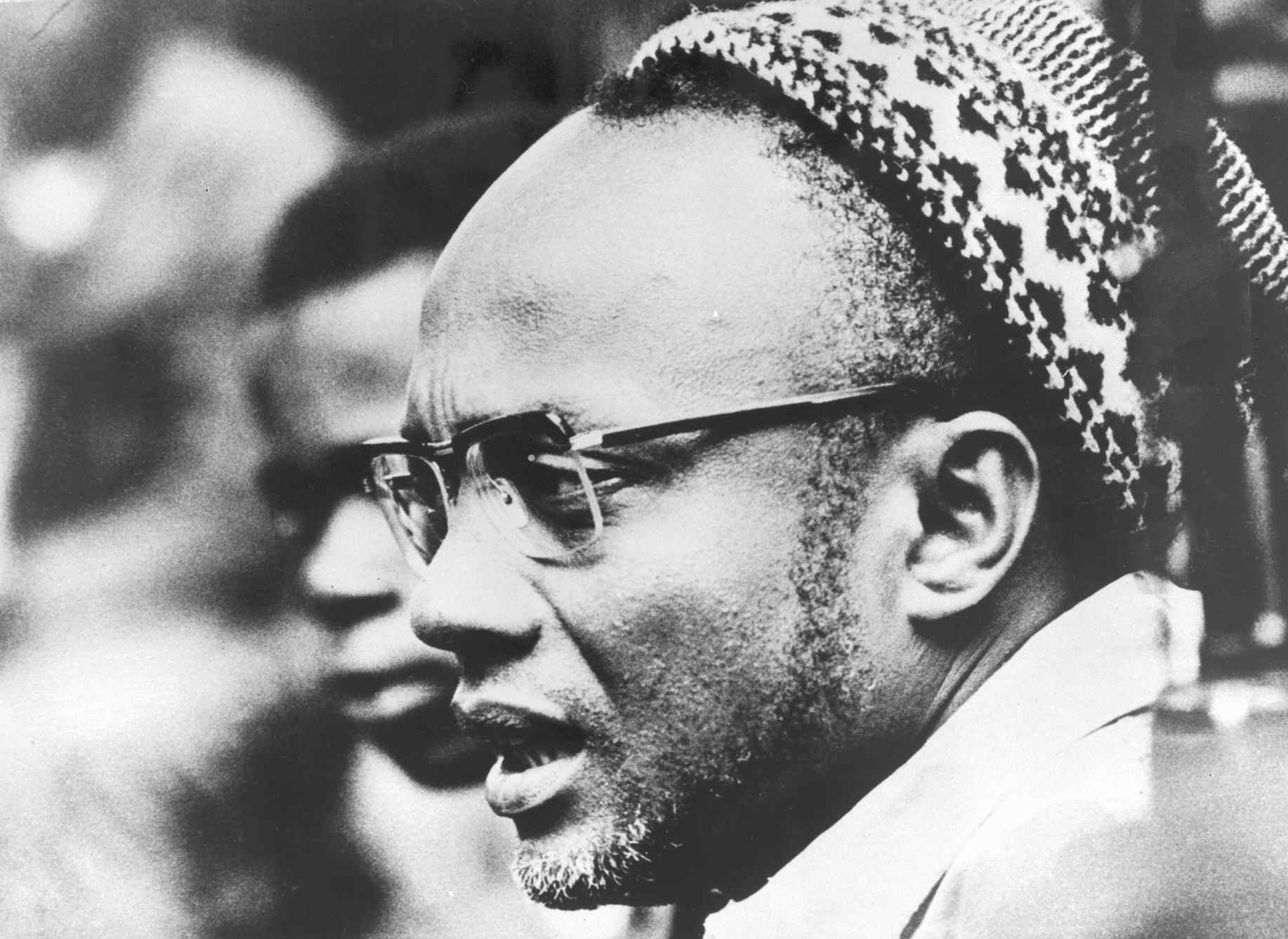
Retrato de Amílcar Cabral, líder do movimento de independência da Guiné-Bissau.

Em 1885, a Conferência de Berlim colocou todo o território da Guiné-Bissau sob a ocupação efetiva do Império Português, que anteriormente ocupava apenas alguns assentamentos na área. Durante a década de 1890, a Guiné Portuguesa foi estabelecida como um distrito militar separado, para promover a ocupação de Portugal, que começou a impor impostos à população indígena e conceder concessões a empresas estrangeiras para financiar sua ocupação em expansão. Durante este tempo, a Guiné-Bissau foi em parte utilizada como colónia penal para anarquistas exilados por sucessivos governos portugueses. A resistência indígena ao domínio colonial continuou até o século XX. Na altura em que o golpe de estado de 28 de maio de 1926 estabeleceu uma ditadura militar em Portugal, a maior parte da Guiné-Bissau estava ocupada, administrada e tributada, um processo que foi finalmente concluído pelo Estado Novo em meados da década de 1930.
Na década de 1950, o ativista guineense Amílcar Cabral começou a agitar contra o Estado Novo, defendendo a independência das colônias africanas de Portugal. Ele criou o Partido Africano para a Independência da Guiné e Cabo Verde (PAIGC) para coordenar a luta, embora insistisse que o partido "não é um sistema de chefia", organizando-se em linhas anti-elitistas e anti-burocráticas, em contraste ao vanguardismo. Em vez disso, o poder residia em comitês de aldeia auto-administrados, que eram eleitos e revogáveis, e não em funcionários do partido, como Cabral havia declarado que "não queremos nenhuma exploração em nossos países, nem mesmo por negros". Em 1963, a luta pela independência evoluiu para a Guerra da Independência da Guiné-Bissau, na qual as Forças Armadas Revolucionárias do Povo (FARP) lideraram uma guerra de guerrilha armada contra as autoridades coloniais portuguesas. A própria FARP era formada por voluntários não remunerados e não era estruturada hierarquicamente, mas descentralizava o comando tanto quanto possível. Essas tendências descentralistas levaram Stephen P. Halbrook a considerar Cabral como "um dos grandes libertários de nossa época", embora essa caracterização socialista libertária seja contestada.
Enquanto se preparava para a independência da Guiné-Bissau, Amílcar Cabral foi assassinado por membros rivais do PAIGC em 20 de janeiro de 1973. Seu meio-irmão Luís Cabral assumiu a liderança do PAIGC e supervisionou a independência da Guiné-Bissau, estabelecendo um estado de partido único. Depois que o próprio Cabral foi deposto por João Bernardo Vieira no golpe de estado da Guiné-Bissau em 1980, o país voltou ao regime civil em 1984 e a proibição de partidos políticos da oposição foi suspensa em 1991, iniciando um processo de democratização.

### Quênia

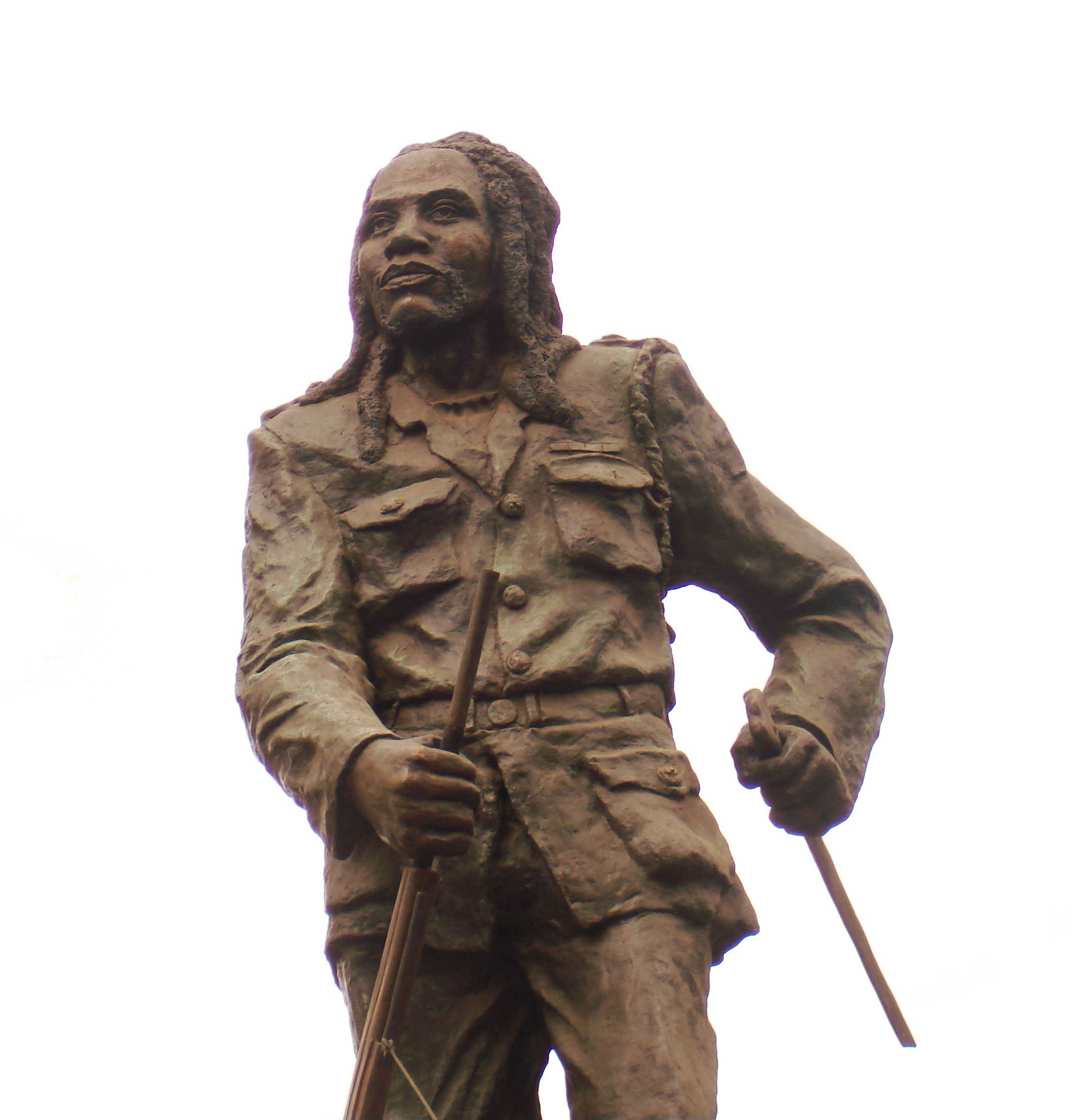
Estátua do lutador pela liberdade Mau Mau Dedan Kimathi

Segundo a tradição oral, o povo Kikuyu já foi governado por um rei despótico que foi deposto em uma revolta popular, que instituiu um sistema democrático no lugar da monarquia. Isso viu o estabelecimento da cerimônia Ituĩka, uma tradição em que a velha guarda entregava as rédeas da sociedade para a próxima geração, para evitar a instituição de uma ditadura. Os Kikuyu viveram posteriormente sob um sistema de igualdade social, sem estratificação de classe ou gênero, onde uma federação de conselhos organizava a sociedade de baixo para cima. Mas com a chegada da Companhia Imperial Britânica da África Oriental e o estabelecimento do Protetorado da África Oriental, as novas autoridades coloniais britânicas reintroduziram um sistema autocrático centralizado, nomeando chefes para governar os Kikuyu. A última cerimônia Ituĩka passou o poder da geração Maina para a geração Mwangi em 1898. A próxima cerimônia agendada de Ituĩka acabou sendo frustrada pelas autoridades coloniais britânicas, que consolidaram seu domínio centralizado sobre os Kikuyu com o estabelecimento da Colônia do Quênia.
Durante o início do século 20, o Movimento Ghadar ganhou apoio de expatriados indianos no Quênia, permanecendo ativo até a independência da Índia.
Em 1952, estourou o levante Mau Mau, durante o qual o Exército de Terra e Liberdade do Quênia (KLFA) se revoltou contra o domínio do Império Britânico no Quênia, lutando pela independência do Quênia. O KLFA foi amplamente descentralizado, com a ação sendo iniciada por células locais, reorganizando o sistema de conselho de baixo para cima que havia sido dissolvido pelo domínio colonial. A captura do líder rebelde Dedan Kimathi em 21 de outubro de 1956 marcou a derrota dos Mau Mau. No entanto, a rebelião sobreviveu até depois da independência do Quênia da Grã-Bretanha. A Revolta Mau Mau foi descrita por Stephen P. Halbrook como "a expressão de séculos de anarquismo e resistência ao autoritarismo, entre o povo Kikuyu" embora esta caracterização seja contestada.
O Quênia recém-independente rapidamente caiu sob o domínio da União Nacional Africana do Quênia (KANU) e seu líder Jomo Kenyatta, cujo domínio foi solidificado em 1969, após o assassinato do sindicalista queniano Tom Mboya, o massacre de manifestantes em Kisumu e a proibição do partido de oposição de esquerda – a União Popular do Quênia. Isso transformou o Quênia em um estado de partido único de fato, sem novos grupos de oposição surgindo após esses eventos. Após a morte de Jomo Kenyatta, as rédeas do poder foram entregues a Daniel arap Moi, que supervisionou as medidas cada vez mais autocráticas e ditatoriais impostas no país, reprimindo a oposição de esquerda do país até o fim da Guerra Fria.
A oposição popular ao governo de arap Moi acabou levando à democratização do país em 1992 e à vitória da National Rainbow Coalition nas eleições gerais de 2002 no Quênia. Após esse período de abertura política, ideias e grupos de esquerda começaram a ressurgir em todo o Quênia. Em parte influenciada pelos materiais da Frente Comunista Anarquista de Zabalaza, a Convergência Anticapitalista do Quênia (ACCK) foi estabelecida em 2003, como uma coalizão de anarquistas e socialistas quenianos. O Coletivo Wiyahti foi estabelecido em 2004 como uma seção especificamente anarquista do ACCK, com o ZACF também estabelecendo contato com o ativista Wiyathi Talal Cockar.

### Nigéria
O anarquismo na Nigéria tem suas raízes na organização de várias sociedades sem estado que habitavam a Nigéria pré-colonial, particularmente entre o povo Igbo. Após a colonização britânica da Nigéria, o sindicalismo revolucionário tornou-se um fator chave na resistência anticolonial, embora o movimento sindical tenha se desradicalizado e adotado uma abordagem mais reformista após a independência do país. O movimento anarquista nigeriano contemporâneo finalmente emergiu da oposição de esquerda à ditadura militar no final dos anos 1980 e viu a criação da Liga da Consciência anarco-sindicalista.

## Organizações anarquistas da África
- Liga Socialista Internacional (África do Sul), 1915–1921
- Trabalhadores industriais da África (África do Sul), 1917–1920
- Liga Socialista Industrial (África do Sul), 1918–1921
- Partido Anarquista pelas Liberdades Individuais na República (Senegal), 1981
- Liga da Consciência (Nigéria), 1991–1999
- Movimento Revolucionário Anarquista (África do Sul), 1993–1995
- Federação de Solidariedade dos Trabalhadores (África Austral), 1995–1999
- Movimento de Solidariedade dos Trabalhadores Anarquistas (Zâmbia), 1998–1999
- Bikisha Media Collective (África do Sul), 1999–2007
- Zabalaza Books (África do Sul), 1999–2007
- Capítulo sul-africano da Cruz Negra Anarquista, 2002–2007
- Federação Comunista Anarquista de Zabalaza (África Austral), 2003–2007
- Wiyathi Collective (Quênia), 2004
- Frente Comunista Anarquista de Zabalaza (África do Sul), 2007–presente
- Black Flag (Egito), década de 2010–presente
- Movimento Socialista Libertário (Egito), 2011–presente
- Movimento de desobediência (Tunísia), 2011–presente
- Ataque Feminista (Tunísia), 2011–presente
- Horn Anarchists (Etiópia), 2020–presente
- Encontro de Anarquistas Sudaneses (Sudão), 2020–presente